# إغراق

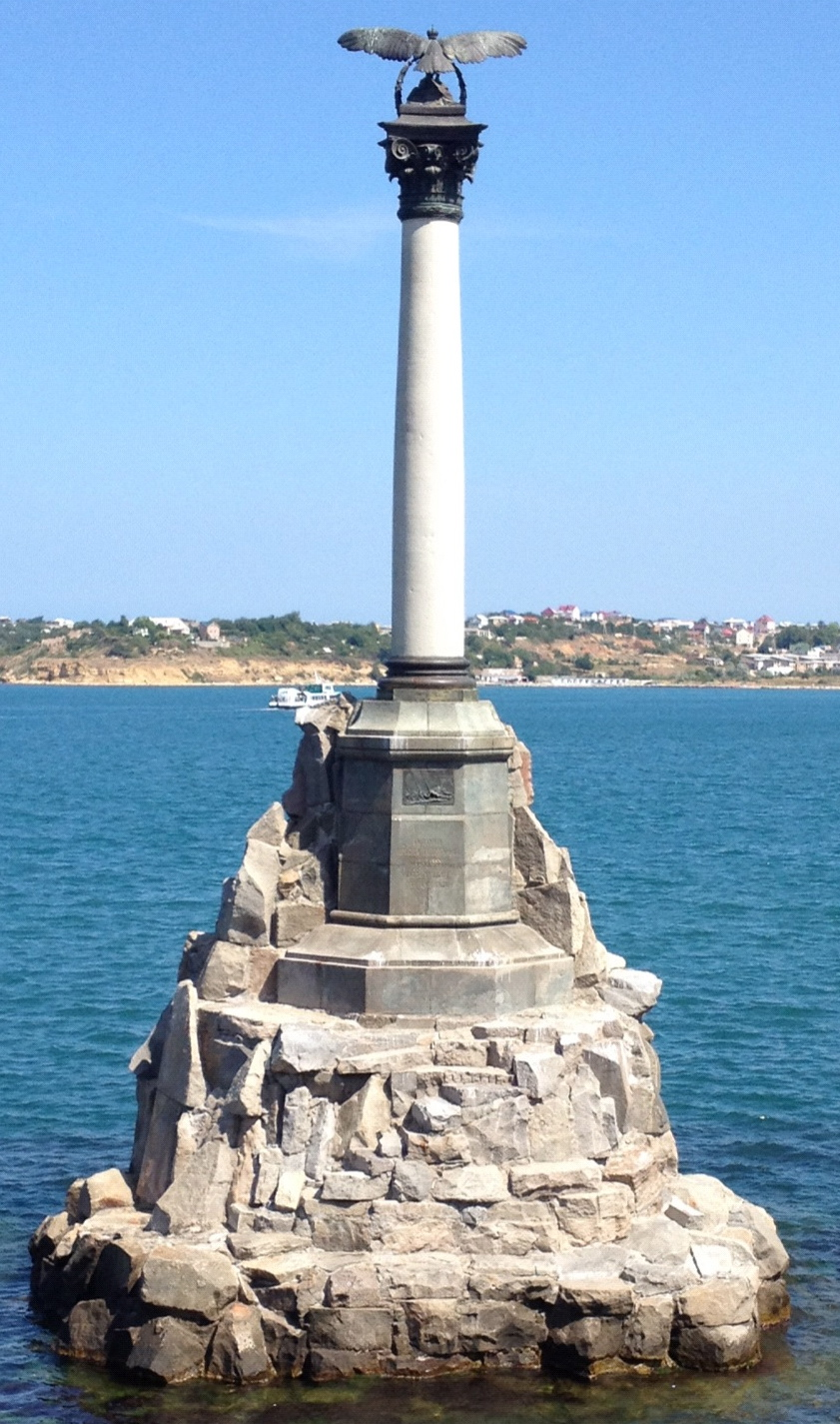
نصب تذكاري لأماندوس أدامسون للسفن المغرقة في سيفاستوبول. كان أسطول البحر الأسود الروسي المغرق قبل حصار سيفاستوبول خلال حرب القرم.

الإغراق (بالإنجليزية: Scuttling) هو غرق سفينة بشكل متعمد عن طريق السماح بتدفق المياه إلى داخل هيكل السفينة. يمكن تحقيق ذلك بعدة طرق - منها فتح الصنبورعلى البدن أو يتم شق الثقوب في الهيكل باستخدام بالمتفجرات. قد يتم تنفيذ عملية الإغراق للتخلص من سفينة مهجورة أو قديمة أو تم الاستيلاء عليها كعمل من أعمال التدمير الذاتي لمنع السفينة من الاستيلاء عليها بواسطة قوة معادية.

## الحقبة المعاصرة
اليوم، يتم إغراق السفن أحيانًا للمساعدة في تكوين الشعاب المرجانية الاصطناعية. من الشائع أيضًا أن تستخدم المنظمات العسكرية السفن القديمة كأهداف أو في ألعاب الحرب أو في تجارب أخرى مختلفة. على سبيل المثال، حاملة الطائرات التي تم إيقاف تشغيلها USS America التي تعرضت لانفجارات على سطحها وتحت سطح الماء في عام 2005 كجزء من الأبحاث المصنفة للمساعدة في تصميم الجيل التالي من الناقلات.
في عام 1919 ، تم إغراق أكثر من 50 سفينة حربية تابعة لأسطول أعالي البحار الألماني من قبل أطقمها في سكابا فلو في شمال اسكتلندا ، بعد تحرير الأسطول كجزء من شروط الاستسلام الألماني. أمر الأدميرال لودفيج فون رويتر بالغرق ، وحرم البريطانيين غالبية السفن. أصبح فون رويتر أسير حرب في بريطانيا ، لكن تم الاحتفال بآخر أعماله الحربية الجريئة في ألمانيا. على الرغم من أن المهندس إرنست كوكس أنقذ معظم الأسطول لاحقًا ، إلا أنه لا يزال هناك عدد من السفن الحربية الغارقة، مما جعل المنطقة تحظى بشعبية كبيرة بين عشاق الغوص تحت سطح البحر.